# Hylemera
Hylemera är ett släkte av fjärilar. Hylemera ingår i familjen mätare.

## Dottertaxa tillHylemera, i alfabetisk ordning[1]
- Hylemera aetionaria
- Hylemera altitudina
- Hylemera altivolans
- Hylemera andriai
- Hylemera aurantia
- Hylemera azalea
- Hylemera butleri
- Hylemera cadoreli
- Hylemera candida
- Hylemera cunea
- Hylemera decaryi
- Hylemera ecstasa
- Hylemera elegans
- Hylemera euphrantica
- Hylemera fletcheri
- Hylemera fragilis
- Hylemera griveaudi
- Hylemera herbuloti
- Hylemera hiemalis
- Hylemera hypostigmica
- Hylemera instabilis
- Hylemera laurentensis
- Hylemera lemuria
- Hylemera lichenea
- Hylemera mabillei
- Hylemera malagasy
- Hylemera marmorata
- Hylemera muscosa
- Hylemera nivea
- Hylemera pauliani
- Hylemera perrieri
- Hylemera plana
- Hylemera prouti
- Hylemera puella
- Hylemera rebuti
- Hylemera roseidaria
- Hylemera sogai
- Hylemera sparsipuncta
- Hylemera subaridea
- Hylemera teleutaea
- Hylemera tenuis
- Hylemera vinacea